# قلعه‌نو (سرخس)
قلعه نو، روستایی است از توابع بخش مرکزی شهرستان سرخس در استان خراسان رضوی.
این روستا در دهستان سرخس قرار دارد و بر اساس سرشماری سال ۱۳۸۵ جمعیت آن (۱۸ خانوار) ۹۳ نفر 
است.

## منبع
1. ↑  «نتایج سرشماری ایران در سال ۱۳۸۵». درگاه ملی آمار. بایگانی‌شده از روی نسخه اصلی در ۲۱ آبان ۱۳۹۲.